# Conop
Conop é uma comuna romena localizada no distrito de Arad, na região histórica da Transilvânia. A comuna possui uma área de 54.50 km² e sua população era de 2404 habitantes segundo o censo de 2007.